# Numancia CMA Soria
El equipo de voleibol del Club Deportivo Numancia, denominado Numancia Ciudad del Medio Ambiente de Soria de Soria, España, disputaba los partidos en el pabellón de Los Pajaritos, un pabellón con una capacidad de 2.000 personas. Es uno de los equipos, aunando todas sus denominaciones históricas, más laureados del palmarés nacional de voleibol. 
El club se fundó en 1998 cuando el Club Deportivo Numancia absorbió el Club Deportivo San José con una deuda de 9 millones de pesetas, asumiéndola como propia.

## Historia
Precedentes
El Club Deportivo San José se fundó en 1978  y en 1988 consiguió acceder a la Superliga y entre 1998 y 2013 fue la sección deportiva del Club Deportivo Numancia.
Nace el voleibol en el Numancia
El club se fundó en 1998 cuando el Club Deportivo Numancia absorbió el Club Deportivo San José con una deuda de 9 millones de pesetas, asumiéndola como propia.
En 2007 el equipo estuvo a punto de desaparecer, ya que la retirada en el patrocinio de Caja Duero hizo que el equipo anunciara que podría desaparecer. Sin embargo, las ayudas públicas ayudaron a que finalmente esto no sucediera. Poco a poco el presupuesto del equipo pasa de 600 000 euros en la 2009/10 a los 260 000 en la 2012/13. En el verano de 2013 el Numancia anuncia que deja de ayudar al club y lo cede a la Curva Soriana que, tras un verano complicado, salva al club, así para la temporada 2013/14 tienen un presupuesto de 140 000 euros.

## Palmarés
Nota: en negrita competiciones vigentes en la actualidad.
| Competición nacional                  | Títulos      | Subcampeonatos                       |
| ------------------------------------- | ------------ | ------------------------------------ |
| Superliga Masculina de Voleibol (1/4) | 1998-99.     | 1999-00, 2000-01, 2003-04 y 2005-06. |
| Copa del Rey (2/9)                    | 2001 y 2008. | 2000, 2004, 2005, 2007 y 2012.       |
| Supercopa de España (0/2)             |              | 2008 y 2012.                         |